# Dares
Els dares (llatí: Darae) foren una tribu de gètuls (d'ètnia amaziga) que habitaven en territoris de l'antiga Mauritània durant l'Època Clàssica, a les ribes del riu Darat, del qual raonablement prenen el nom. Segons Plini, eren veïns dels perorsis i dels farusis, i habitaven a llevant del riu, desert endins. Els oposa als daratites (llatí: Daratitae), de raça etíop i més pròxims a la mar (entre els antics els etíops eren els negres). Per la seva banda, Claudi Ptolemeu anomena darades els pobladors de la conca del riu Darat, sense distingir entre gètuls i etíops. El geògraf de Ravenna també considera els dares una tribu dels gètuls. Dares, darades i daratites, segurament es tracta de diversos noms per un mateix poble amazic, alguns dels quals devien ser de raça negra i d'altres no (Gaetuli).